# Słuchotki
Słuchotki (Haliotidae) – rodzina ślimaków morskich.
Słuchotki, nazywane też uchowcami, należą do jedynego rodzaju tej rodziny – Haliotis. Liczy on ponad 80 gatunków. Muszle mają różne rozmiary – od małych do dużych, mogą być okrągłe lub owalne. Skrętka jest zredukowana i spłaszczona. Ostatni skręt jest duży, kształtu spodka lub małżowiny usznej. Powierzchnia zewnętrzna pokryta nierównymi osiowymi lub spiralnymi liniami, żeberkami albo fałdami. Wzdłuż lewego brzegu ostatniego skrętu ciągnie się rząd okrągłych lub owalnych otworów; niektóre, wcześniejsze z nich mogą ulec zasklepieniu. Wewnętrzna powierzchnia muszli wyłożona jest opalizującą masą perłową, często z umieszczoną centralnie szeroką blizną mięśniową (miejsce, do którego przytwierdza się noga ślimaka). Brzeg wrzeciona pogrubiony i spłaszczony. Brak wieczka. Indianie pacyficznych wybrzeży Ameryki Północnej cenili muszle uchowców ze względu na piękny kolor masy perłowej i stosowali je zarówno jako surowiec do wyrobu biżuterii, jak i do inkrustacji.
Wszystkie gatunki tej rodziny są roślinożerne. Żywią się głównie algami. Dorosłe osobniki praktycznie nie opuszczają raz wybranego miejsca. Żerują na tym samym obszarze przez całe życie. Bytują przytwierdzone do skalistego podłoża silną nogą, która jest cenionym przysmakiem kulinarnym (w kuchniach świata uchowce znane są jako tzw. abalony – wykwintna i droga potrawa). Po obu stronach potężnej nogi występuje fałd płaszczowy (epipodium), od którego odchodzi duża liczba brodawek czuciowych lub filamentów, dzięki którym ślimaki sprawiają wrażenie owłosionych. 

## Występowanie i rozmnażanie
Zamieszkują głównie płytkie wody, ale niektóre osobniki można spotkać na głębokości nawet 400 m. Są rozdzielnopłciowe, z gonadami żeńskimi barwy zielonej i męskimi – żółtawej. Rozwój można prześledzić na podstawie kalifornijskiego gatunku Haliotis rufescens. Zapłodnione jaja powstają na wiosnę po wcześniejszym wyrzuceniu do wody niezapłodnionych komórek jajowych i spermy (zapłodnienie zewnętrzne). Dziesiątego dnia wolno pływająca larwa – weliger osiada na dno i po około 2 miesiącach rozwija się z niej miniaturka dorosłego osobnika. W wieku 1 roku ślimak osiąga wielkość około 2 cm, a po 4 latach uzyskuje dojrzałość płciową, mierząc około 12 cm. Wielkość konsumpcyjną osiągają po 15–20 latach. 

## Galeria

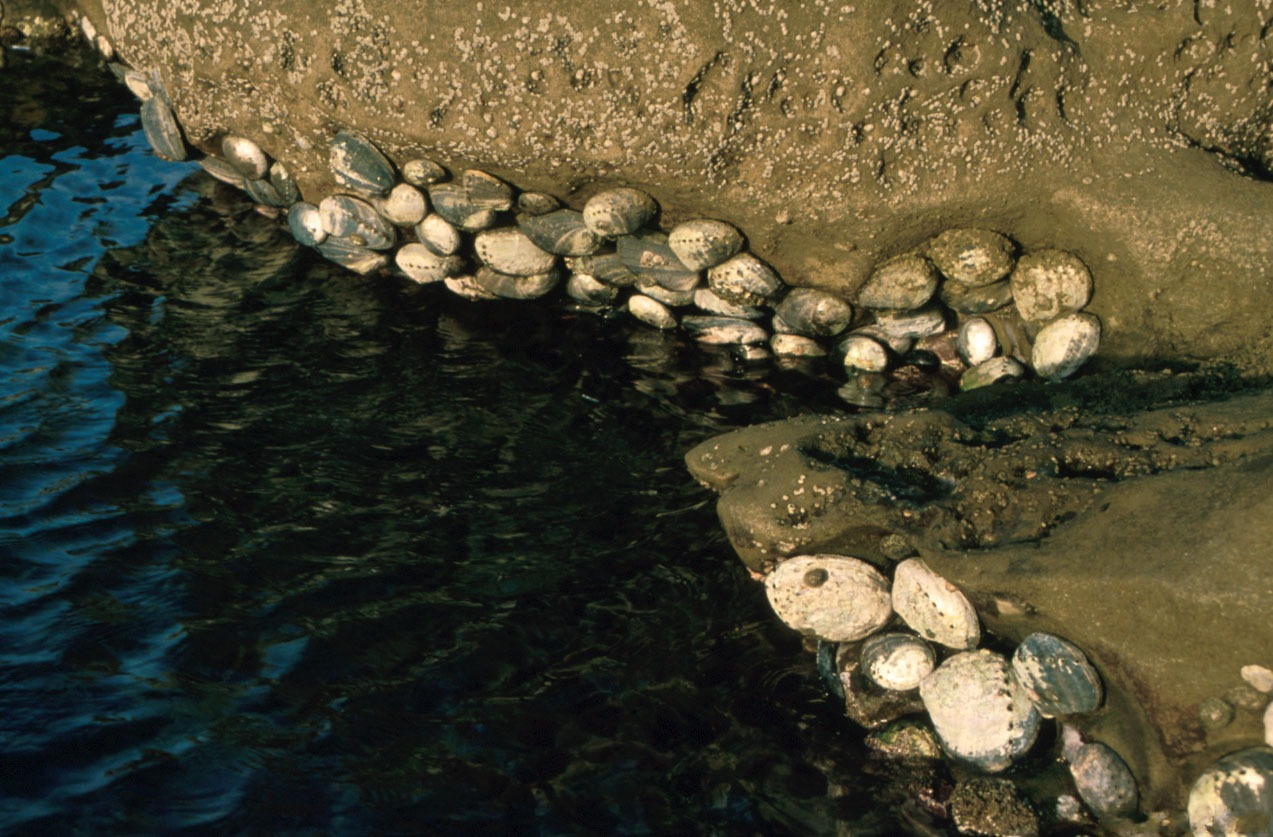
Słuchotki na przybrzeżnych skałach podczas odpływu
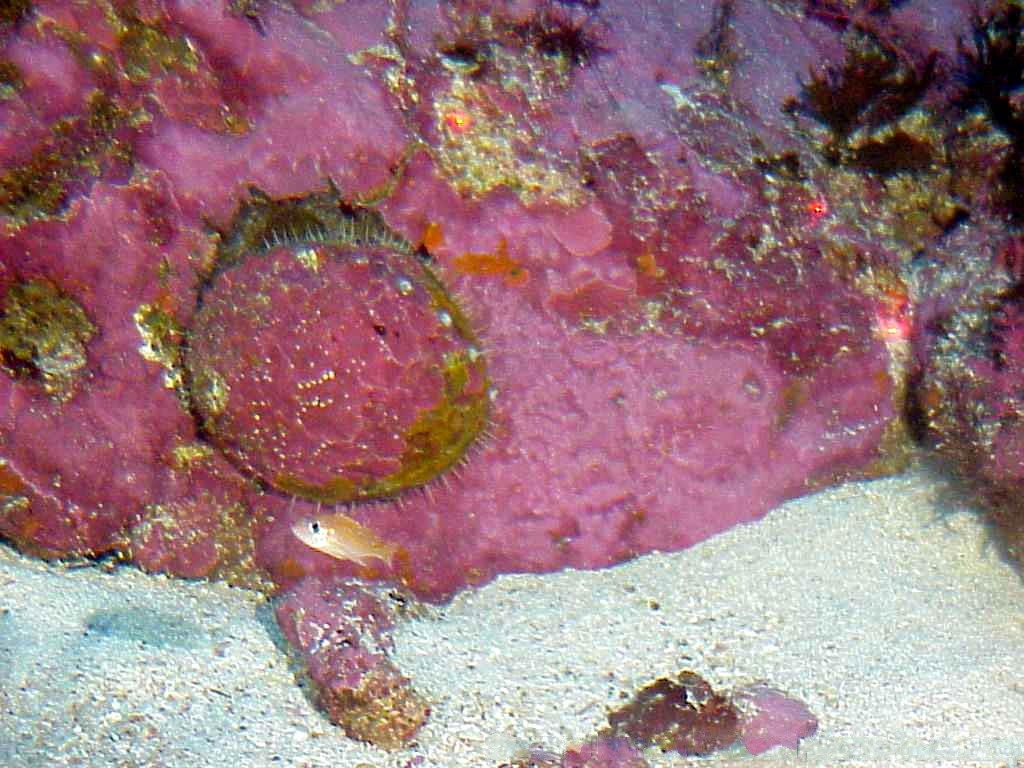
Słuchotka podczas żerowania
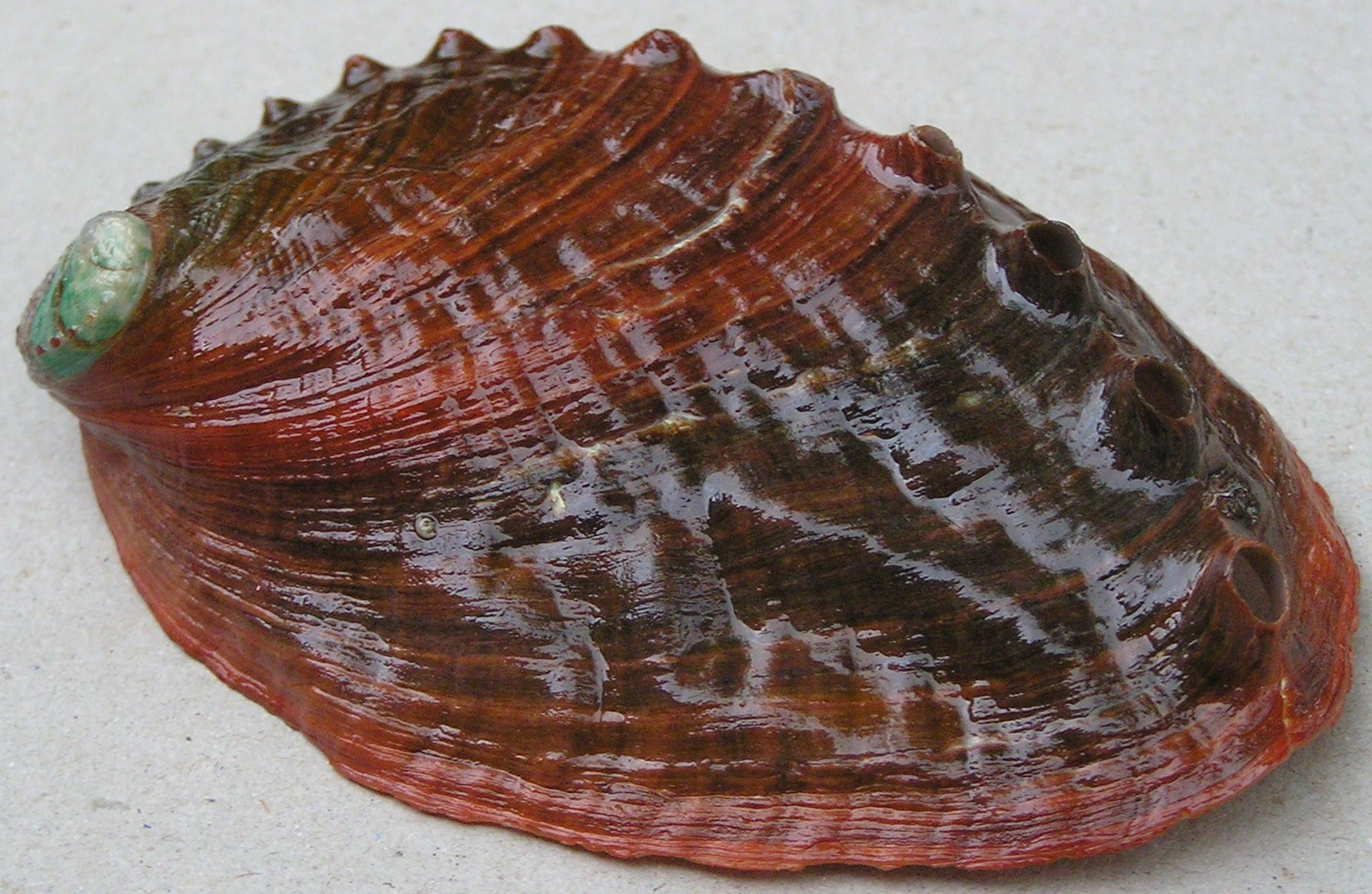
Słuchotka kamczacka (Haliotis kamtschatkana)